# Jonathan McKee
Jonathan Dunn McKee (ur. 19 grudnia 1959 w Seattle) – amerykański żeglarz sportowy, dwukrotny medalista olimpijski.
Brał udział w dwóch igrzyskach na przestrzeni 16 lat (IO 84, IO 00), na obu zdobywał medale. W 1984 wspólnie z Williamem Carlem Buchanem triumfował w klasie Latający Holender. Byli mistrzami świata w 1983. W 2000 zajął trzecie miejsce, tym razem w klasie 49er. Partnerował mu brat Charles. W 2001 zdobyli złoto mistrzostw globu.